# Perugraben

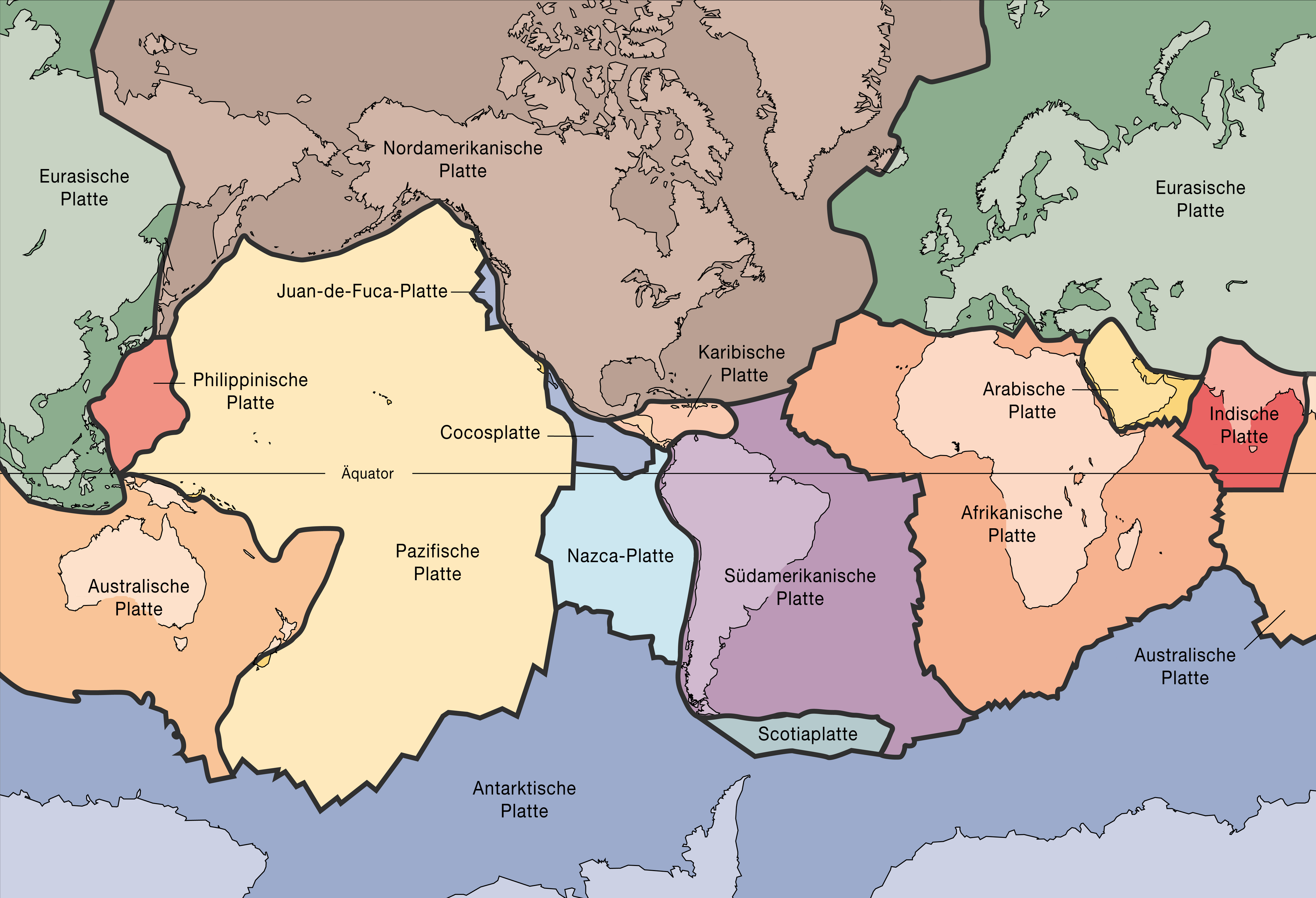
Tektonische Platten mit Kontinenten im Hintergrund

Der Perugraben ist eine bis 6369 m tiefe und 1000 km lange Tiefseerinne im östlichen Teil des Pazifischen Ozeans (Pazifik).

## Geographie
Der Perugraben befindet sich zwischen der peruanischen Küste im Norden und Osten, dem Atacamagraben im Südosten, der Nazcaschwelle im Süden und dem Perubecken im Südwesten und Westen. Er liegt etwa zwischen 6 und 14° südlicher Breite sowie 78 und 82° westlicher Länge. 
Der Perugraben, der durch die Subduktion der Nazca-Platte unter die Südamerikanische Platte entstanden ist (bzw. weiterhin entsteht), findet seine südliche Fortsetzung im Atacamagraben, der hinter dem Nordostausläufer der Nazcaschwelle beginnt.

## Meerestiefs
Im Perugraben befinden sich unter anderem diese Meerestiefs:
- Meerestief (6369 m), westlich des peruanischen Punta de Salinas
- Meerestief (6331 m), südwestlich der peruanischen Stadt Chimbote
- Meerestief (6272 m), westlich der peruanischen Stadt Chimbote
- Milne-Edwards-Tief (6262 m)